# Fischhamering
Fischhamering ist ein Ort im Vöckla-Ager-Tal in Oberösterreich, und
Ortschaft der Gemeinde Gampern im Bezirk Vöcklabruck.

## Geographie
Die Rotte liegt siebeneinhalb Kilometer westlich von Vöcklabruck, vier nördlich des Gemeindehauptorts, südlich der Vöckla und nördlich der Westbahn, auf um die 460 m ü. A. in der Auniederung des weiten Tals zwischen Salzkammergutbergen und Hausruckwald.
Die Ortschaft umfasst etwa dreißig Gebäude mit etwa achtzig Einwohnern.
Zum Ortschaftsgebiet gehören der Weiler Furt im Osten, Schererau im Norden und die Haltestelle der Westbahn Neukirchen-Gampern im Westen.
Nachbarortschaften:
| StipplmühlDachschwendau(beide Gem. Neukirchen a.d.Vöckla) | Oberthumberg (Gem. Neukirchen a.d.Vöckla)   | Unterthumberg (Gem. Neukirchen a.d.Vöckla) |
|                                                           | Kompassrose, die auf Nachbargemeinden zeigt | Jochling (Gem. Neukirchen a.d.Vöckla)      |
| Pöring                                                    | Schwarzmoos                                 |                                            |

## Geschichte und Infrastruktur

### Frühere Geschichte
Das Vöcklatal ist, durch Funde belegt, uraltes Siedlungsgebiet und eine alte Römerstraße (Scherbenfunde, Meilenstein bei Weiterschwang, Befestigung Koberg), mit vorrömisch-romanisch-slawisch-bajuwarischer Mischbesiedelung. Der Ortsname dürfte ein sekundärer -ing-Name sein, Fischham liegt 2 km südöstlich am Hehenberg. Der Ortsname Furt zeigt die Verkehrsbedeutung als Furt über die Vöckla.
Im Josephinischen Lagebuch (etwa 1787) ist Furt als Fürth noch als eigenständige Ortschaft geführt.

### Westbahn-Haltestelle Neukirchen-Gampern
1860 wurde hier von der seinerzeitigen k.k. privilegierte Kaiserin Elisabeth-Bahn die heutige Westbahn erbaut. Nahe Pöring errichtete man eine Haltestelle, Neukirchen-Gampern. Auf das Ortsbild selbst hatte das wenig Einfluss, die Haltestelle liegt frei in der Landschaft, die gewerbliche Entwicklung konzentriert sich auf Schwarzmoos, das in Bezug zu Timelkam verkehrsgünstiger liegt.

## Kultur und Sehenswürdigkeiten
- Wastl-Kapelle in Furth, 1907 zum Dank für Verschonung bei den großen Vöckla-Hochwässern 1897 und 1899 erbaut.[3]